# Aphilopota viriditincta
Aphilopota viriditincta là một loài bướm đêm trong họ Geometridae.